# Kanał portowy

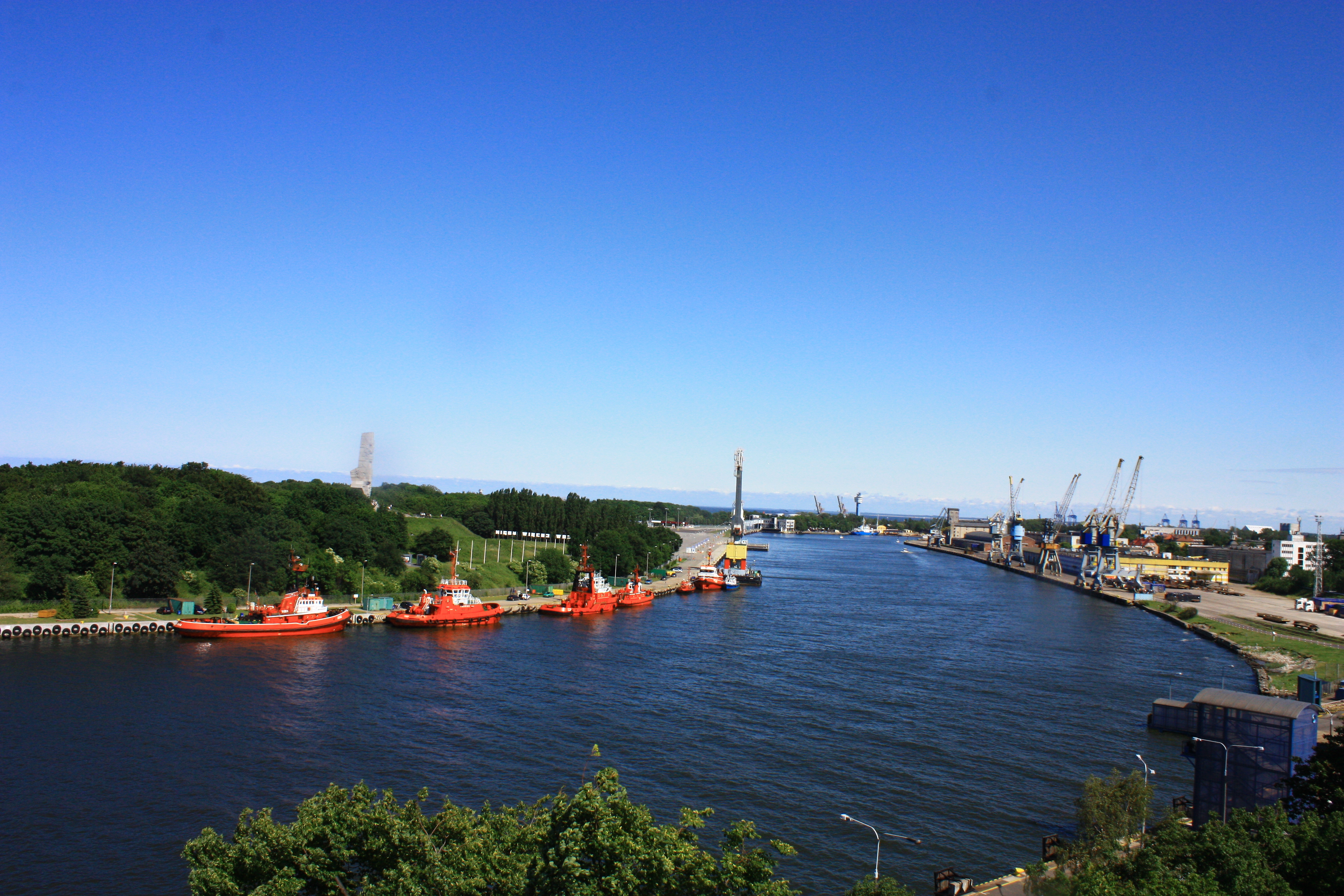
Kanał portowy

Kanały portowe – utrzymane w odpowiedniej głębokości i dobrze oznakowane wewnątrzportowe tory wodne, jakie musi pokonać statek, aby dotrzeć do wyznaczonego miejsca przy nabrzeżu.